# Cesare Martin
Cesare Martin (Roure, 14 maggio 1901 – Pinerolo, 26 febbraio 1971) è stato un calciatore italiano, di ruolo difensore.
Viene ricordato anche come Martin II per distinguerlo dai tre fratelli Piero (I), Dario (III) e Edmondo (IV).

## Carriera

### Club
Cresciuto nelle giovanili nel Torino, passa nella squadra titolare nel 1919-1920. Con questa maglia gioca 354 partite in campionato realizzando una rete, disputando anche una partita in Coppa Italia. L'esordio avviene il 28 dicembre 1919 nella partita Alessandria-Torino (0-1). Grazie a tutte queste presenze è il 6º uomo con più presenze nella storia della società granata.
L'unica rete segnata da Martin II fu segnata il 25 marzo 1923 nella partita Torino-Virtus Bologna (3-0). L'ultima partita in granata fu disputata il 26 dicembre 1935 nel match di Coppa Italia vinto 2-0 contro la Reggiana. Registra un record con questa maglia, giocando ininterrottamente dal 29 febbraio 1920 al 18 dicembre 1927 contando 170 partite consecutive senza nemmeno un forfait. Con la maglia del Torino vince gli scudetti del 1926-1927 (poi revocato) e 1927-1928, nonché la Coppa Italia 1935-1936.
Successivamente passa al Pinerolo nel doppio ruolo di allenatore-giocatore dove trascorre cinque stagioni, prima di concludere la sua carriera.

### Nazionale
Con la Nazionale italiana conta solamente 44 minuti giocati risalenti al 27 maggio 1923 quando l'Italia perse davanti a 25.000 spettatori per 1-5 in un'amichevole contro la Nazionale cecoslovacca. In questa partita subentrò al 46' a Caligaris. Entrò sul 0-4 e non ebbe un forte impatto sulla partita dato che l'Italia prese ancora un gol, anche se segnò un altro.
Disputò inoltre una gara con la Nazionale B, il 7 aprile 1929, nella vittoria in trasferta contro la Grecia per 4-1. Il 12 marzo 1930 fu selezionato per il confronto fra l'Italia B e la Grecia disputato ad Atene e finito 3-0 per gli azzurri. In questa partita il ct Pozzo non lo schierò.

## Cronologia presenze e reti in Nazionale
| Cronologia completa delle presenze e delle reti in nazionale ― Italia | Cronologia completa delle presenze e delle reti in nazionale ― Italia | Cronologia completa delle presenze e delle reti in nazionale ― Italia | Cronologia completa delle presenze e delle reti in nazionale ― Italia | Cronologia completa delle presenze e delle reti in nazionale ― Italia | Cronologia completa delle presenze e delle reti in nazionale ― Italia | Cronologia completa delle presenze e delle reti in nazionale ― Italia | Cronologia completa delle presenze e delle reti in nazionale ― Italia |
| Data                                                                  | Città                                                                 | In casa                                                               | Risultato                                                             | Ospiti                                                                | Competizione                                                          | Reti                                                                  | Note                                                                  |
| --------------------------------------------------------------------- | --------------------------------------------------------------------- | --------------------------------------------------------------------- | --------------------------------------------------------------------- | --------------------------------------------------------------------- | --------------------------------------------------------------------- | --------------------------------------------------------------------- | --------------------------------------------------------------------- |
| 27/05/1923                                                            | Praga                                                                 | Cecoslovacchia                                                        | 5 – 1                                                                 | Italia                                                                | Amichevole                                                            | -                                                                     |                                                                       |
| Totale                                                                |                                                                       | Presenze                                                              | 1                                                                     |                                                                       | Reti                                                                  | 0                                                                     |                                                                       |

## Palmarès
- Campionato italiano: 1 (revocato)

Torino: 1926-1927
- Campionato italiano: 1

Torino: 1927-1928
- Coppa Italia: 1

Torino: 1935-1936